# Strée (Beaumont)
Pour les articles homonymes, voir Strée (homonymie).
Strée (en wallon et picard Strêye) est une section de la ville belge de Beaumont située en Wallonie dans la province de Hainaut. La localité a un caractère essentiellement agricole.
C'était une commune à part entière avant la fusion des communes de 1977.

## Toponymie
Une route reliait Bavay, capitale septentrionale de la Gaule, à la Meuse et à Trèves. Cette chaussée romaine, dite aussi chaussée Brunehaut, est encore visible aujourd'hui à Strée et lui a donné son nom de Strata, un abrégé de via Strata lapido, autrement dit une voie de grande communication parcourue en tous sens par les soldats, les notables, les marchands, les paysans, tout ce monde gallo-romain qui a construit des villas pour la résidence des maîtres et des serviteurs.

## Évolution démographique
- Sources : INS, Rem. : 1831 jusqu'en 1970 = recensements, 1976 = nombre d'habitants au 31 décembre.

## Histoire
La permanence de l'habitat y est incontestable depuis l'époque romaine et des travaux exécutés tant au nord qu'au sud de cette chaussée ont permis la mise au jour de plusieurs sites archéologiques dont une vaste nécropole belgo-romano-franque qui, fouillée en 1872, a révélé la présence d'innombrables objets intéressants qu'on peut admirer en partie au musée archéologique de Charleroi. Il s'agit de fibules (ou broches de toilette) en bronze, ciselées, de perles, de bagues, colliers, vases, urnes, coupes, lames, fioles, plateaux, boîtes, patères, candélabres, pinces, ciseaux ou cisailles à tondre, médailles, équerres, coffrets, couteaux, épingles à cheveux, garnitures de ceinturons, glaives, haches, briquets, etc.
Au IXe siècle, Strée est possession de l'abbaye de Lobbes. Le 5 janvier 1282, y est rédigé le plus ancien document conservé dans les archives de Beaumont, un chirographe sur parchemin. À l’emplacement d'un l’oratoire, succède l’église consacrée en 1772.
Aux XVIIe et XVIIIe siècles, les vestiges mérovingiens ont fait place à une ferme dite de la « Salle » où siégeait jadis la Cour de Justice. La ferme a été bâtie en carré (tout comme la ferme Semalle, à l’entrée du village) et dotée de tous les bâtiments nécessaires à sa défense et à son autonomie. De 1490 à 1764, la Cour de Strée y a rendu la justice, jusqu’à la période française. La ferme de la Salle est vendue comme bien national en 1798, sous le Régime français, pour la somme de 44 000 francs. Elle aura ainsi joué pendant plusieurs siècles un rôle très important, notamment en abritant même la maison communale. 

## Liste des bourgmestres de 1830 à 1977
- M. Alard (1848).

## Patrimoine et culture

### Patrimoine architectural
- Eglise de la Sainte-Vierge. Edifice reconstruit presque entièrement à la fin du XVIIIe siècle et au XIXe siècle, à l'emplacement d'une église romane dont la tour est conservée et remploie probablement les moellons de grès pour le soubassement, le chœur et la sacristie, ces derniers date du XIXe siècle[2].
- Chapelle Saint-Donat. Petite construction qui date de 1874[2]. Il se situe chaussée de Charleroi.
- Ferme Mestriaux, ensemble du XVIIIe siècle, dont subside le portail, le logis et un colombier[3].
- Ferme Semal, datant du dernier tiers du XVIIIe siècle, ancienne dépendance de l'abbaye de Lobbes[3]. Il se situe rue Motte.
- Ferme de la Salle. Ensemble clôturé dont le logis remanié au XVIIIe siècle et au début de ce siècle. Les dépendances sont reconstruites en briques au XVIIIe siècle sur base de moellons[4]. Il se situe rue de la Station.

## Économie
Après avoir été le pôle d’attraction du village et son ouvrage principal, avec son église, sa boulangerie et sa houblonnière, la ferme de la Salle est aujourd’hui une exploitation agricole (mixte où bétail et culture font bon ménage) et forestière. On y fabrique un fromage fermier à pâte dure de type Saint-Paulin : « Le Salloy ».